# Internationales Esperanto-Museum in Zaozhuang

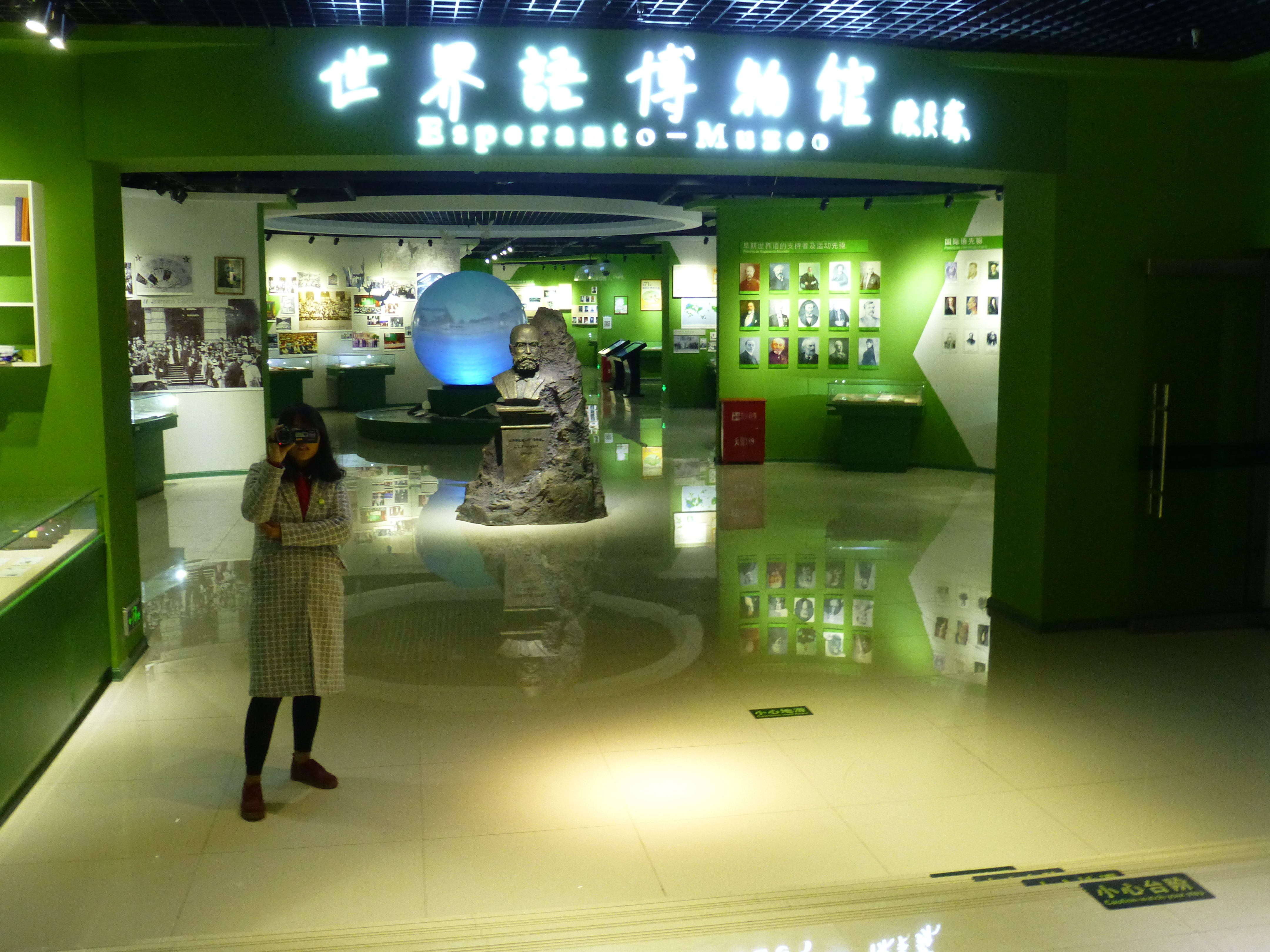
das Internationale Esperanto-Museum an der Universität Zaozhuang

Das Internationale Esperanto-Museum an der Universität Zaozhuang (Esperanto Internacia Esperanto-Muzeo en Zaozhuang, chinesisch 世界语 博物馆) ist mit 26 000 Exponaten das größte Museum für Esperanto in Asien; mit einer Ausstellungsfläche von 680 Quadratmetern ist es das flächenmäßig größte Esperantomuseum der Welt (zum Vergleich: das renommierte Internationale Esperanto-Museum in Wien hat lediglich 80 Quadratmeter, ein Achtel des neuen chinesischen Museums). Das Museum verfügt über sechs Ausstellungsräume und einen Multimediabereich, ein kleines Auditorium und ein Archiv. Sein Zweck ist es, Objekte der Esperanto-Kultur zu schützen und in Zaozhuang, China an das kulturelle Erbe der internationalen Sprache zu erinnern..

## Geschichte
Die Universität Zaozhuang in China beschloss im Dezember 2011, ein Internationales Esperanto-Museum an der Universität einzurichten. Das Museum soll international nach Ländern und in China nach Provinzen geordnet werden. Als Motor des Museums wurde Herr Sun Ming-xiao gewonnen.
Das Museum wurde am 16. November 2013 eingeweiht; unter den Anwesenden war Cao Shengqiang, Leiter der Universität Zaozhuang, der später einen Vertrag mit der Chinesischen Esperanto-Liga (CEL) über die Zusammenarbeit bei der Veröffentlichung von Büchern und Multimedia-Produktionen unterzeichnete. Mehr als 300 Gäste wie Lee Jung-kee (이중기, im Namen des Koreanischen Esperanto-Verbandes) nahmen an der Eröffnungszeremonie teil.
Im November 2016 gab es anlässlich des Asiatischen Esperanto-Kongresses in China einen Museumsbesuch unter anderem von Ilona Koutny, Repräsentantin der Adam-Mickiewicz-Universität Posen aus Polen, und von Mireille Grosjean, Präsidentin des Internationalen Verbands der Esperanto-Lehrer, aus der Schweiz.